# オープンハンド
オープンハンド (Open-handed drumming)とは、両手が交差しない状態でドラムセットを叩く演奏形態のこと。オープンスタイル、オープンハンドスタイルとも呼ぶ。

## 概要
右利きのドラム奏者がドラムセットを演奏する場合、左側にあるハイハットを利き腕である右手、右側にあるスネアドラムを左手、と両手を交差させて叩く事（クロスハンド）が一般的であるが、その場合右手の下に左手が入り、左手の上への動きが制限されてしまう。この打開策として左手でハイハット、右手でスネアドラムと通常と逆の位置関係にすることにより、両腕の交差を解消させる目的で用いられる。また、オープンハンドとすることで、右手で左の楽器を捌く必要がなくなるため、右手の自由度が上がると考えるドラマーもいる。
ドラムスティックの握り方には大きくレギュラーグリップとマッチドグリップがあるが、オープンハンドを行う場合は基本的にマッチドグリップを用いる場合が多い。
なお、左利きの奏者の場合、多数である右利き奏者のセッティングで叩こうとすると、左手にハイハット、右手にスネアドラムと、自ずとオープンハンドのスタイルになり、そのまま叩けばセッティングの作業が簡略化されるためこの奏法を用いる場合が多い。だが、ハイハットスタンドとバスドラムの足では左右が入れ替わり、クロスハンドの場合とは異なる動きになる。
また、左右どちらの場合においてもライドシンバルの位置は通常と異なる位置にセットされる場合が多い。通常の位置にセットしたまま演奏するにはライドシンバルとハイハットシンバルを異なる手で叩くことになる。
左利きの奏者が独学でオープンハンドから始めたようなケースであればともかく、既にクロスハンドで叩けるようになった奏者がオープンハンドに切り替えるには、それまでクロスハンドで行ってきた練習とは異なる練習が必要となる。
また、特殊な例としては上領亘や、それに影響を受けたyukihiroなどが16ビートを刻むために、オープンハンド奏法を用いている。

## 有名なオープンハンドでの演奏家
- デニス・チェンバース（クロスハンドと併用）
- ビリー・コブハム (Billy Cobham)
- レニー・ホワイト (Lenny White)
- サイモン・フィリップス (Simon Phillips)
- ゲイリー・ハズバンド (Gary Husband)
- ジョン・ブラックウェル (John Blackwell)
- ジミー・コープリー (Jimmy Copley)
- ベン・ペロウスキー (Ben Perowsky)
- ダミヨン・リード (Damion Reid)
- クリストフ・スクネイダー (Christoph Schneider)
- マイク・ボーディン (Mike Bordin)
- ラルフ・ロール (Ralph Rolle)
- ジョシュ・ダン (Josh Dun) - トゥエンティ・ワン・パイロッツ
- デニス・ウィルソン (Dennis Wilson) - ザ・ビーチ・ボーイズ
- ミッキー・ドレンツ (Micky Dolenz) - モンキーズ
- スコット・トラヴィス (Scott Travis) - ジューダス・プリースト
- ボビー・ジャーゾンベク (Bobby Jarzombek) - ライオット、ハルフォード等
- ショーン・ドローヴァー (Shawn Drover) - ex.メガデス
- 上領亘
- 畑利樹（刃田綴色） - 東京事変
- 茂木欣一 - 東京スカパラダイスオーケストラ
- yukihiro - L'Arc〜en〜Ciel
- SATOKO - FUZZY CONTROL
- TAKESHI - SECRET 7 LINE
- 菅沼孝三 - クロスハンドと併用する事が多い。
- 小田原豊
- かみじょうちひろ - 9mm Parabellum Bullet
- 矢尾拓也 - ex.パスピエ 刄田綴色に師事し、自身も一部楽曲でオープンハンドを用いる（クロスハンドも併用）。